# Hipervelocitat

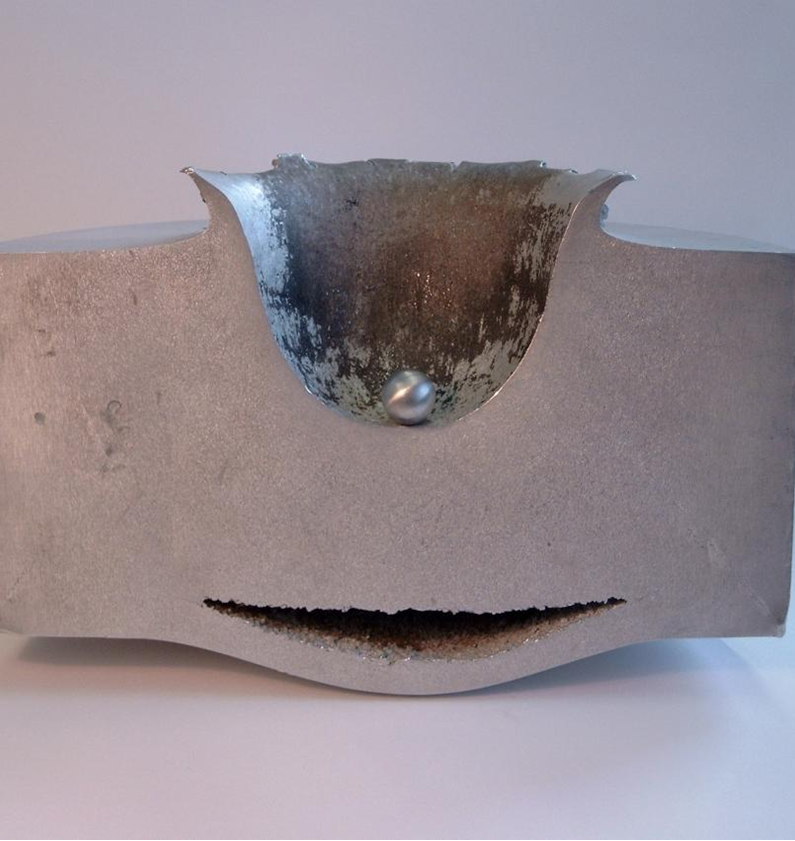
Impacte hiperveloç

La hipervelocitat és velocitat molt alta, aproximadament més de 3.000 m/s (11.000 km/h o Mach 8,8). En particular, la hipervelocitat és tan elevada que la força que pateixen els materials quan impacten és molt petita en comparació amb les tensions inercials que pateixen durant la hipervelocitat. Així, fins i tot els metalls es comporten com a fluids sota un impacte hiperveloç. La hipervelocitat extrema provoca la vaporització de l'objecte que impacta i l'objectiu. Per als metalls estructurals, la hipervelocitat generalment es considera que és més de 2.500 m/s (9.000 km/h o Mach 7,3).
Els cràters de meteorits són també exemples d'impactes d'hipervelocitat.

## Visió general
La hipervelocitat es refereix a velocitats en el rang d'uns quilòmetres per segon a algunes desenes de quilòmetres per segon. Això és especialment rellevant en el camp de l'exploració espacial i l'ús militar de l'espai, on els impactes amb hipervelocitat (per exemple, la brossa espacial o un míssil atacant) poden provocar des de qualsevol degradació de components menors fins a la destrucció total d'una nau o un míssil. L'objecte que impacta, així com la superfície que impacta, poden sofrir una liqüefacció temporal. El procés d'impacte pot generar descàrregues de plasma, que poden interferir amb els components electrònics de la nau espacial.

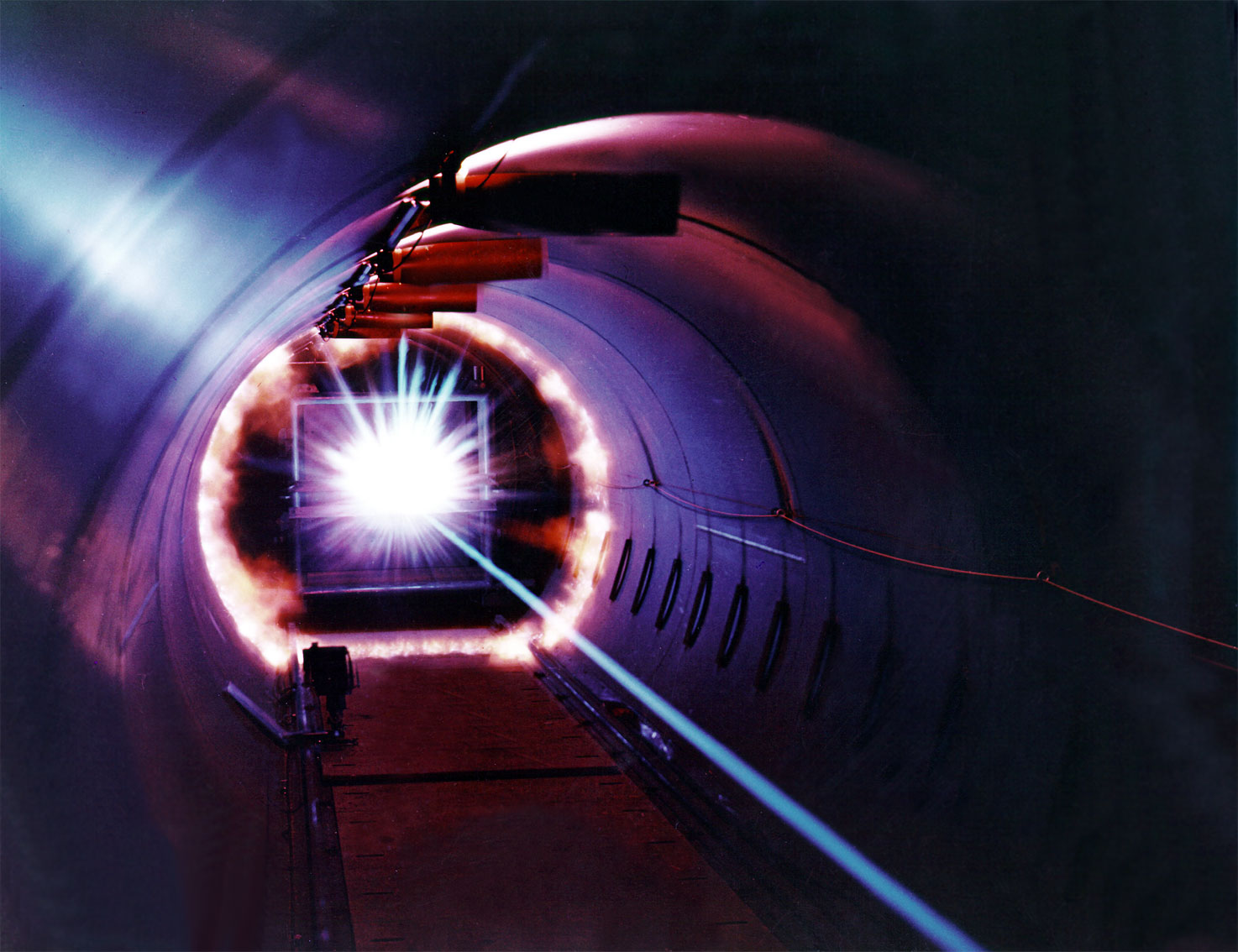
El «flaix d'energia» d'un impacte hiperveloç durant una simulació de laboratori que passa quan una peça de la brossa espacial impacta contra una nau espacial en òrbita

Normalment, la hipervelocitat es produeix durant les pluges de meteors i les reentrades des de l'espai exterior, tal com es realitza durant els programes Zond, Apollo i Luna. Tenint en compte la imprevisibilitat intrínseca del temps i les trajectòries de meteorits, les càpsules espacials són oportunitats de recollida de les dades principals per a l'estudi de materials de protecció tèrmica causades per la hipervelocitat (en aquest context, la hipervelocitat es defineix com a major que la velocitat d'escapament). Atesa la raresa d'aquestes oportunitats d'observació des de la dècada de 1970, les reentrades del Genesis i Stardust SRC (Sample Return Capsule), així com la recent reentrada de Hayabusa SRC, han generat campanyes d'observació, sobretot a la NASA Ames Research Center (ARC).

Formació d'un EFP

Es poden estudiar col·lisions amb hipervelocitat examinant els resultats de les col·lisions naturals (entre micrometeorits i naus espacials, o entre meteorits i cossos planetaris), o es poden realitzar en laboratoris. Actualment, l'eina principal per a experiments de laboratori és un canó de gas lleuger, però alguns experiments han utilitzat motors lineals per accelerar els projectils a la hipervelocitat. Les propietats dels metalls sota la hipervelocitat s'han integrat com a armes, com el penetrador format per explosió (EFP). La vaporització sobre l'impacte i la liqüefacció de les superfícies permeten que els projectils metàl·lics formats sota forces de hipervelocitat puguin penetrar el blindatge dels vehicles millor que les bales convencionals.
La NASA estudia els efectes de la brossa espacial en simulacions en el White Sands Test Facility Remote Hypervelocity Test Laboratory (RHTL). Els objectes més petits que una pilota de beisbol no es poden detectar al radar. Això ha provocat que els dissenyadors de naus espacials desenvolupin escuts per protegir les naus espacials de possibles col·lisions. Al RHTL, els impactes dels micrometeorits i de la brossa espacial es simulen en components i escuts de naus espacials que permeten als dissenyadors provar les amenaces provocades pel creixent entorn de brossa espacial i millorar l'escut. Al RHTL, quatre canons de gas lleuger de dues etapes impulsen projectils de 0,05 mm a 22,2 mm de diàmetre a velocitats properes a 8,5 km/s.

## Esdeveniments de reentrada hiperveloç
| Data       | Esdevediment | Velocitat (km/s) | Nota                                                                 |
| ---------- | ------------ | ---------------- | -------------------------------------------------------------------- |
| 08-09-2004 | Genesis SRC  | 11,04            | Es va estavellar (falla de l'obertura dels paracaigudes)             |
| 15-01-2006 | Stardust SRC | 12,79            | Reentrada més ràpida registrada feta per l'home (aterratge amb èxit) |
| 13-06-2010 | Hayabusa SRC | 12,20            | Nau principal de Hayabusa a 2.000 m (reentrada destructiva)          |

## Altres definicions d'hipervelocitat
Segons l'exèrcit dels Estats Units, «hipervelocitat» també pot referir-se a la velocitat de sortida d'un sistema d'armes, amb la definició exacta dependent de l'arma en qüestió. Quan es parla d'armes de calibre petit, es considera una velocitat de sortida de 1.524 m/s (5.000 ft/s) o més, mentre que per a canons de tancs la velocitat de sortida ha de ser o superar 1.021,08 m/s (3.350 ft/s) per considerar-se hipervelocitat, i el llindar per als canons d'artilleria és de 1.066,8 m/s (3.500 ft/s).